# Kithabur, Alur
Kithabur là một làng thuộc tehsil Alur, huyện Hassan, bang Karnataka, Ấn Độ.